# Groep Scorpio
De Groep Scorpio was een Nederlandse groep van kunstenaars die zich begin zestiger jaren verzetten tegen de manier waarop in Nederland, in het bijzonder in het kunstcentrum van Amsterdam, de kunstenaar in de gelegenheid werd gesteld te exposeren. De Groep Scorpio startte in 1962 in Amsterdam met negen Amsterdammers en één Hagenaar, vier schilders, vier beeldhouwers en twee grafici. De gemiddelde leeftijd van de kunstenaars bij de oprichting was 35 jaar.  De Groep Scorpio was actief van 1962 tot 1966? en lanceerde 'revolutionaire' kunstpolitieke ideeën.

## Achtergrond
De oprichters beschouwden zich als "angry young men". De keuze van de naam werd uitgelegd als, "de schorpioen, Scorpio" die zich aangevallen waant, en terugslaat. Het werk zou dan ook een agressief, provocerend karakter hebben gehad. De Groep Scorpio is (wellicht) opgericht naar het voorbeeld van de Groep A'dam (kunst en ruimte). Groep Scorpio was echter juist werkzaam op het breukvlak van abstractie en figuratie, maar werd in de tijd van ontstaan ingedeeld bij de modernen.
De groep werd opgericht door Leo de Vries, Jan Sierhuis, John Grosman, Ad Molendijk, Karl Pelgrom, Pierre van Soest en Aat Verhoog.  Later traden Frans de Boo, Roger Chailloux en Guillaume Lo-A-Njoe toe. De Groep Scorpio werd aangevoerd door professor H. Jaffé.

## Tentoonstellingen
De groep organiseerde een eigen tentoonstelling in een pakhuis aan de Prinsengracht en hoopte op tentoonstellingen elders. In tegenstelling tot de Groep A'dam van Wessel Couzijn, Carel Kneulman en Tajiri die zelfs in het buitenland exposeerde, lukte het Groep Scorpio, als groep, niet om ergens een voet aan de grond te krijgen. Een aantal van deze kunstenaars heeft, apart van Groep Scorpio, wel exposities in binnen- en buitenland gehad, onder wie Sierhuis en Lo-A-Njoe.

## Publicatie
De Groep Scorpio heeft in 1964 een boekje gepubliceerd.